# Static-X
Static-X ist eine US-amerikanische Metal-Band aus Los Angeles, Kalifornien. Sie wurde 1994 unter dem Namen Deep Blue Dream von Wayne Static und Ken Jay gegründet.

## Geschichte

### Die Anfänge (1994–1999)

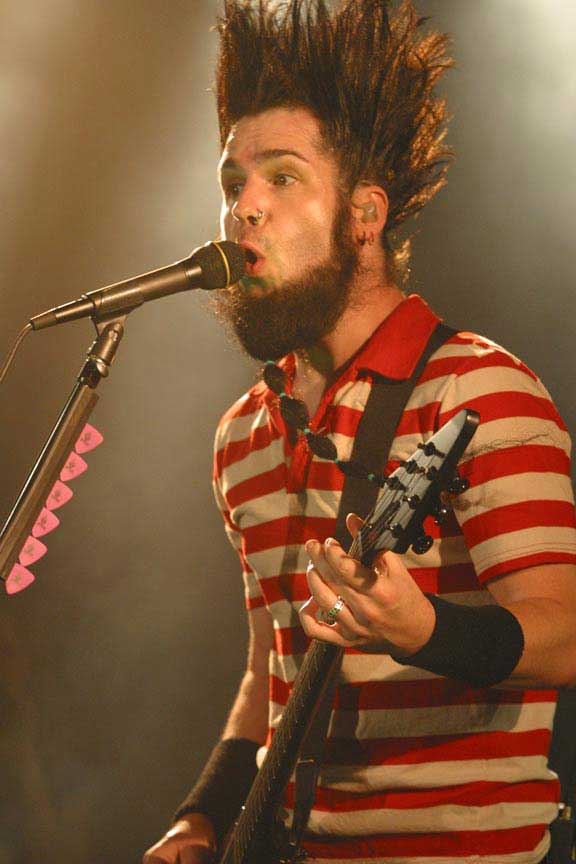
Wayne Static live 2007

1994 lernten sich Sänger und Gitarrist Wayne Static und Schlagzeuger Ken Jay in einem Plattenladen in Chicago kennen, wo Jay arbeitete. Zu diesem Zeitpunkt arbeitete außerdem Smashing-Pumpkins-Sänger Billy Corgan in dem Geschäft, der die beiden miteinander bekannt machte. Gemeinsam gründeten sie die Gothic-Band Deep Blue Dream und zogen nach Los Angeles um. Dort machten sie sich auf die Suche nach einem weiteren Gitarristen und einem Bassisten. Wenig später traten dann der Japaner Koichi Fukuda als Gitarrist und der Bassist Tony Campos in die Band ein. Die Band nannte sich 1996 in Static um. Unter diesem Namen veröffentlichte man 1996 und 1997 je eine Demo. Noch im gleichen Jahr benannte man die Band dann endgültig in Static-X um und veröffentlichte 1998 eine gleichnamige EP, die drei Stücke für das Debütalbum enthält. Man unterschrieb im Februar 1998 einen Vertrag bei Warner Bros. Records und begann mit den Aufnahmen für das Debütalbum.

### Wisconsin Death Trip(1999–2001)
Das Album wurde von Ulrich Wild produziert, der zuvor schon Alben für Deftones und White Zombie produziert hatte und auch an der Produktion der drei weiteren Static-X-Alben beteiligt war. Am 23. März 1999 erschien dann Wisconsin Death Trip. Es kam auf Platz 107 in den US-amerikanischen Billboard 200 und wurde 2001 mit Platin für eine Million verkaufte Exemplare ausgezeichnet. Außerdem wurde das Musikvideo zu dem Song Push It durch die Verewigung auf der CD-ROM von Mac OS 9 sehr bekannt und festigte die Popularität der Band.
Als man den Auftritt auf dem Ozzfest 2000 aufnahm und als Musik-DVD veröffentlichen wollte, geriet man in Konflikt mit Veranstalterin Sharon Osbourne, die der Veröffentlichung des Materials aus rechtlichen Gründen nicht einwilligte und damit drohte, Static-X vor Gericht zu bringen. Die DVD wurde daher nur inoffiziell unter dem Namen Where the Hell Are We and What Day Is It… This Is Static-X in einer limitierten Auflage veröffentlicht. 2000 veröffentlichte man ebenfalls inoffiziell The Death Trip Continues, eine EP, die drei Stücke enthält, die es nicht auf das Debüt geschafft hatten.

### MachineundShadow Zone(2001–2004)
Während der Aufnahmen zu ihrem zweiten Album Machine verließ der langjährige Gitarrist und Keyboarder Koichi Fukuda die Band, da er mehr Zeit mit seiner Familie verbringen wollte.
Er wurde kurze Zeit später durch Tripp Eisen ersetzt, der zuvor bei Dope gespielt hatte. Das Album erschien am 22. Mai 2001, platzierte sich in den USA auf Platz elf und wurde mit Gold ausgezeichnet. 2002 wurde Static von Korn-Sänger Jonathan Davis gefragt, ob er Lust habe, einen Soundtrack-Beitrag abgeben zu wollen. Static bestätigte und nahm den Song Not Meant for Me für den Film Königin der Verdammten auf. An dem Projekt waren außerdem Mitglieder von Linkin Park und Disturbed beteiligt. Static-X trugen auch gemeinsam einen Beitrag zur Filmmusik bei, indem sie den Song Cold vom Album Machine mit auf den dazugehörigen Sampler packten. Das dazugehörige Musikvideo enthält Szenen aus dem Film.
Anfang 2003 begannen die Aufnahmen für ein neues Album. Kurz darauf stieg ebenfalls Mitgründer Ken Jay aus, um Godhead zu helfen. So kam es, dass man das Album zusammen mit dem Studio-Schlagzeuger Josh Freese aufnahm. Nach den Aufnahmen stieg Nick Oshiro als Schlagzeuger bei Static-X ein, der zuvor bei Seether spielte. Shadow Zone wurde am 7. Oktober 2003 veröffentlicht. Anschließend ging man im Vorprogramm von Staind in den USA, sowie mit Fear Factory und Korn in Australien auf Tour. Shadow Zone war erstmals in den deutschen Charts. Es platzierte sich auf Rang 79. In den USA schaffte es das Album bis auf Platz 20. Das Lied The Only aus dem Album Shadow Zone war ein Teil des Soundtracks des 2003 erschienenen Spiels Need for Speed: Underground.

### Beneath…Between…Beyond…,Start A Warund Eisens Inhaftierung (2004–2006)
2004 erschien die Sammlung Beneath…Between…Beyond…. Sie enthält mehrere Remixe und Demos, sowie die komplette EP The Death Trip Continues, die zuvor nur inoffiziell veröffentlicht wurde. Außerdem enthält es mit Breathe und Deliever Me zwei neu aufgenommene Songs, die den ersten Beitrag Oshiros bei Static-X darstellen.

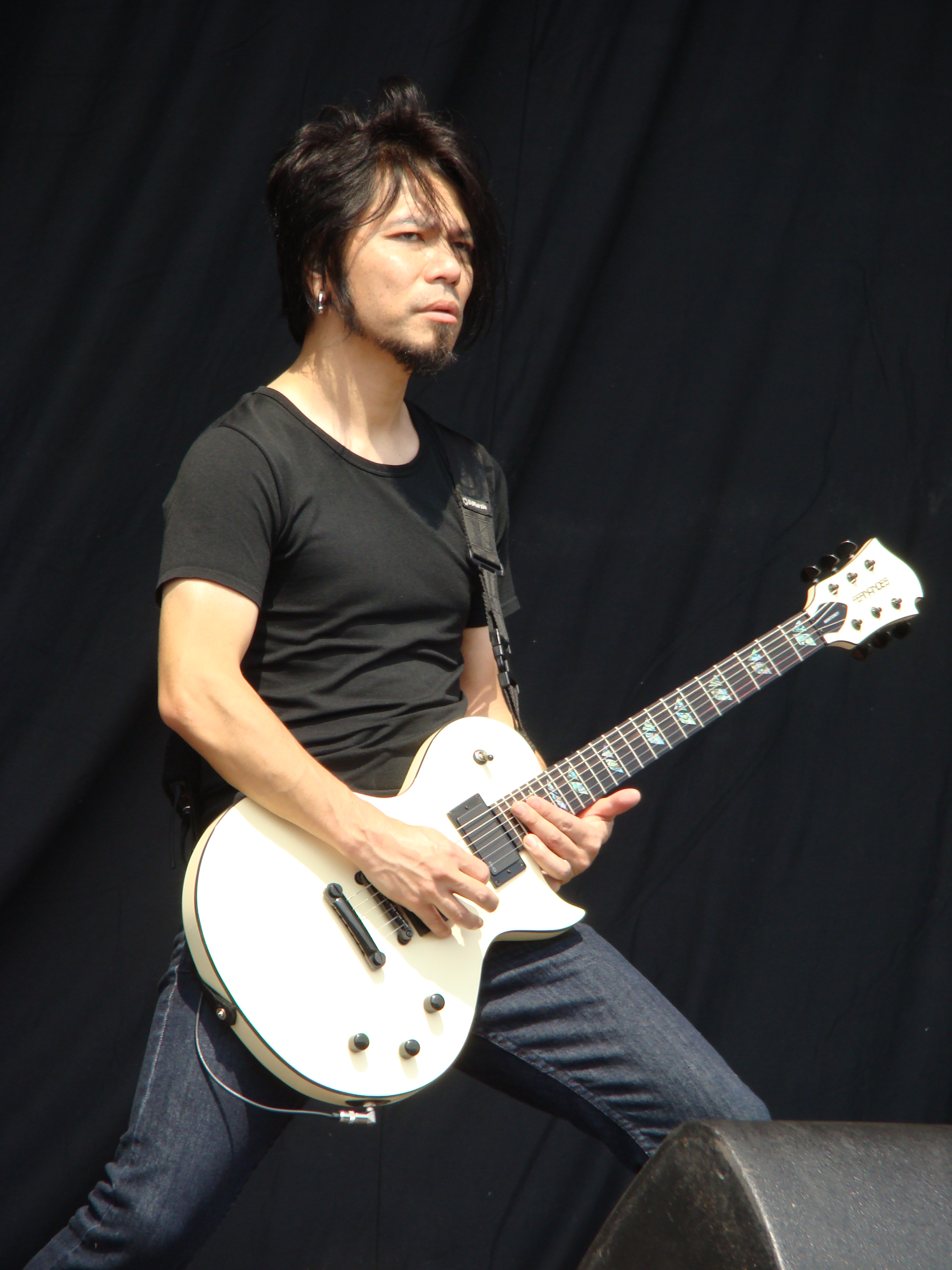
Der 2005 wieder eingestiegene Koichi Fukuda bei einem Konzert 2009

Anfang 2005 wurde damit begonnen, ein neues Album aufzunehmen. Kurz vor der Veröffentlichung von Start A War wurde jedoch Gitarrist Tripp Eisen wegen des Verdachts auf sexuellen Missbrauchs an einer Minderjährigen inhaftiert. Er wurde auf Kaution zunächst wieder freigelassen, flüchtete kurz darauf aber. Er wurde somit zu einer einjährigen Haftstrafe verurteilt und wurde aber am 7. Oktober 2005 vorzeitig entlassen. Jedoch trennten sich Static-X von ihm, da er durch die Vorwürfe nicht mehr tragbar war. Sein Nachfolger wurde sein Vorgänger Koichi Fukuda. Start A War wurde am 14. Juni 2005 veröffentlicht. Darauf folgte eine Tour mit American Head Charge, Bloodsimple und Ill Niño. Zudem war man mit dem Lied Skinnyman aus dem Album Start A War im Soundtrack des 2005 erschienenen Spiels Need for Speed: Most Wanted vertreten.

### CannibalundCannibal Killers Live(2006–2008)
2006 löste man den Vertrag bei Warner Bros. auf und kam bei Reprise Records unter. Man arbeitete auch nicht mehr mit Ulrich Wild zusammen, der an den ersten vier Alben mitgewirkt hatte. Neuer Produzent wurde John Travis. Am 27. April 2007 veröffentlichten Static-X ihr fünftes Album Cannibal. Es platzierte sich auf Platz acht der US-Rock-Charts. Außerdem ist es seit Wisconsin Death Trip das erste Album, bei dem Ur-Gitarrist Koichi Fukuda wieder komplett an den Aufnahmen beteiligt war. Bereits am 6. April war das Musikvideo zu der Single Destroyer beim MTV Headbangers Ball zu sehen. Anfang April brach sich Nick Oshiro eine Hand, sodass er zu Tourbeginn von einem Session-Drummer ersetzt werden musste. Während der „Cannibal Killers Tour“ 2007 lernte Static die Pornodarstellerin Tera Wray kennen. So kam es, dass die beiden Anfang 2008 den Bund der Ehe in Las Vegas eingingen.
Am 7. Oktober 2008 veröffentlichte die Band das erste Live-Album Cannibal Killers Live, welches den kompletten Auftritt in Spokane, Washington zeigt. Das Konzert fand am 2. Juni 2007 statt und ist als CD und DVD in einem erhältlich. In den USA gab es außerdem noch zusätzlich eine weitere DVD, die einen Auftritt in Los Angeles 1997 zeigt.

### Cult of Static(2008–2010)
Bereits kurz nach der Hochzeit von Static und Wray, im Januar 2008, begannen die Vorbereitungen für das sechste Album von Static-X. Noch in diesem Jahr erschien der Soundtrack zu dem Film Punisher: War Zone mit dem Titel Lunatic. Der Song ist der spätere Opener des Albums. Das erste Gitarren-Solo des Songs stammt von Megadeth-Sänger Dave Mustaine, der ein langjähriger Freund von Static ist. Cult Of Static erschien am 17. März 2009. Es wurde wie der Vorgänger Cannibal von John Travis produziert und ist das zweite Album bei Reprise Records. Static widmete es seiner Ehe-Frau, die bei einigen Songs (z. B. Tera-Fied und Grind 2 Halt) im Hintergrund zu hören ist. Die Single Stingwray (ein Kofferwort aus Stingray und Tera Wray) widmete er ebenfalls seiner Ehefrau. Es platzierte sich in den Billboard 200 auf Rang 16 und war somit das höchstplatzierteste Album seit Machine.

### Campos’ Ausstieg und Statics Solo-Album (2010–2012)
Anfang 2010 gab man bekannt, dass Bassist Tony Campos die Band verlassen hätte und sagte außerdem, dass die Zukunft der Band ungewiss sei. Die Gründe für das Verlassen Campos sind bis heute nicht vollständig geklärt. Wayne Static meinte, dass Campos neidisch wäre, da er „die heißeste Frau der Welt“ hätte. Der Mexican American war neben Static das bis dato einzige Mitglied aus der Ur-Besetzung, welches ununterbrochen dabei gewesen war. Static nutzte die längere Pause seiner Band, um sein schon vor Jahren angekündigtes Solo-Album aufzunehmen. Er unterzeichnete einen Vertrag bei der Plattenfirma Dirthouse Records und nahm das komplette Album alleine auf. Das Album mit dem Titel Pighammer wurde am 4. Oktober 2011 veröffentlicht. Die erste Single Assassins of Youth erschien bereits am 20. September.

### Comeback, Besetzungswechsel und endgültige Auflösung (2012–2013)
Als Static die Tournee für sein Album 2012 beendet hatte, bestätigte er, wieder bereit für Static-X zu sein. Auf der Facebook-Seite der Band kündigte er die „Noise Revolution Tour 2012“ an, die vom 15. August bis zum 17. Oktober andauerte. Allerdings erklärten sich weder Fukuda noch Oshiro bereit, Static zu helfen, weshalb er mit seiner Solo-Band unter dem Bandnamen auf Tour ging. Zeitweise gingen Gerüchte um, dass der 2010 ausgestiegene Tony Campos zurückkommen würde. Der meinte allerdings, dass er nicht daran interessiert sei, Static zu helfen. Trotzdem wolle er seine Ex-Kollegen mithilfe der Fans unterstützen, wieder Teil der Band zu werden. Am 1. September wurde bekanntgegeben, dass der Bassist Brent Ashley die Band verlassen hätte und durch Andy Cole ersetzt wurde. Für das kommende Jahr hielt es Static außerdem für möglich, ein neues Album aufzunehmen und zu veröffentlichen.
Anfang 2013 kündigte Static die „Wisconsin Death Tour“ an, bei der das Debütalbum Wisconsin Death Trip erstmals komplett aufgeführt werden sollte. Jedoch geriet er daraufhin in einen Streit um die Namensrechte mit Ex-Bassist Campos, sodass er sich gezwungen sah, die Band endgültig aufzulösen. Static sei nicht daran interessiert, die Band neu zu gründen, außer Campos würde „eines Tages reumütig zurückkehren“.

„Der Deal ist geplatzt, STATIC-X sind geplatzt. Ende. Nie wieder STATIC-X. In der letzten E-Mail, die Tony mir schickte, schrieb er, dass wir hoffentlich nie wieder miteinander reden müssen. Und ich antwortete: 'Glaub mir, das ist das letzte Mal, dass du von mir hörst.' Und so gingen wir auseinander. Total ätzend. Ich finde es traurig, dass die Dinge auf diese Weise enden müssen.“

Am 1. November 2014 wurde bekannt gegeben, dass Wayne Static im Alter von 48 Jahren im Schlaf verstorben sei. Nach seiner Todesmeldung bedauerten Tony Campos und Koichi Fukuda öffentlich, dass sich die Wege der Band im Streit trennten und eine Versöhnung nicht mehr erfolgte.

### Wiedervereinigung der Original-Bandmitglieder um Wayne Static (2018)
Gitarrist Koichi Fukuda, Bassist Tony Campos und Drummer Ken Jay haben für Frühjahr 2019 das neue Album PROJECT REGENERATION angekündigt. Produziert wird es wieder von Ulrich Wild. Alte Gesangsaufnahmen von Wayne Static sollen verwendet werden, außerdem wird es auch viele Gastsänger auf dem Album geben, darunter David Draiman von Disturbed, Ivan Moody von Five Finger Death Punch und Burton C. Bell von Fear Factory.
Zum neuen Album äußert sich Tony Campos wie folgt:

„PROJECT REGENERATION, Wir haben eine Menge Material, mit dem wir arbeiten können… verschiedene Demos, die Wayne zurückgelassen hat und ein paar wirklich großartige isolierte Vocals von fast fertigen Songs. Gemeinsam haben wir etwas ganz Besonderes geschrieben und zusammengestellt. Wir gehen davon aus, dass das Album zwischen 12 und 15 neue Static-X-Songs beinhalten wird. Die Original-Mitglieder kamen aus all den richtigen Gründen wieder zusammen.
Wir sind sehr dankbar, solch loyale Fans zu haben, die die Band und Wayne vermissen. Und ich weiß, dass Wayne all das Herzblut und die Mühe, die wir in dieses Projekt stecken, schätzen würde. Ich hatte einige sehr herzliche Gespräche mit Waynes Familie darüber. Sie waren von der Menge an Liebe und Mühe, die wir in dieses neue Album gesteckt haben, sehr gerührt. Und sie haben uns ihre volle Unterstützung gegeben. Den Segen von Waynes Familie zu haben, bedeutet für uns die Welt! Ich weiß in meinem Herzen, dass Wayne sehr stolz sein würde!“

## Diskografie

### Studioalben
| Jahr | Titel Musiklabel                                       | Höchstplatzierung, Gesamtwochen, AuszeichnungChartplatzierungen (Jahr, Titel, Musiklabel, Platzierungen, Wochen, Auszeichnungen, Anmerkungen) | Höchstplatzierung, Gesamtwochen, AuszeichnungChartplatzierungen (Jahr, Titel, Musiklabel, Platzierungen, Wochen, Auszeichnungen, Anmerkungen) | Höchstplatzierung, Gesamtwochen, AuszeichnungChartplatzierungen (Jahr, Titel, Musiklabel, Platzierungen, Wochen, Auszeichnungen, Anmerkungen) | Höchstplatzierung, Gesamtwochen, AuszeichnungChartplatzierungen (Jahr, Titel, Musiklabel, Platzierungen, Wochen, Auszeichnungen, Anmerkungen) | Anmerkungen                                               |
| Jahr | Titel Musiklabel                                       | DE | AT | UK | US | Anmerkungen                                               |
| ---- | ------------------------------------------------------ | --- | --- | --- | --- | --------------------------------------------------------- |
| 1999 | Wisconsin Death Trip Warner Bros.                      | — | — | — | US107 Platin · (43 Wo.)US | Erstveröffentlichung: 23. März 1999 Verkäufe: + 1.000.000 |
| 2001 | Machine Warner Bros.                                   | — | — | UK56 (2 Wo.)UK | US11 Gold · (14 Wo.)US | Erstveröffentlichung: 22. Mai 2001 Verkäufe: + 500.000    |
| 2003 | Shadow Zone Warner Bros.                               | DE79 (1 Wo.)DE | — | — | US20 (6 Wo.)US | Erstveröffentlichung: 7. Oktober 2003                     |
| 2005 | Start a War Warner Bros.                               | DE88 (1 Wo.)DE | AT55 (2 Wo.)AT | — | US29 (2 Wo.)US | Erstveröffentlichung: 14. Juni 2005                       |
| 2007 | Cannibal Reprise Records                               | — | AT56 (1 Wo.)AT | — | US36 (10 Wo.)US | Erstveröffentlichung: 3. April 2007                       |
| 2009 | Cult of Static Reprise Records                         | — | — | — | US16 (6 Wo.)US | Erstveröffentlichung: 17. März 2009                       |
| 2020 | Project Regeneration Vol. 1 Otsego Entertainment Group | — | — | — | US48 (1 Wo.)US | Erstveröffentlichung: 10. Juli 2020                       |
| 2024 | Project Regeneration Vol. 2 Otsego Entertainment Group | — | — | — | — | Erstveröffentlichung: 26. Januar 2024                     |

### Demotapes
- 1996: Demo (als Static)
- 1997: Demo (als Static)

### EPs
- 1998: Static-X
- 2000: The Death Trip Continues
- 2007: Destroyer

### Singles bzw. Musikvideos
| Jahr | Titel Album             | Höchstplatzierung, Gesamtwochen, AuszeichnungChartsChartplatzierungen (Jahr, Titel, Album, Platzierungen, Wochen, Auszeichnungen, Anmerkungen) | Anmerkungen                |
| Jahr | Titel Album             | UK | Anmerkungen                |
| ---- | ----------------------- | --- | -------------------------- |
| 2001 | Black and White Machine | UK65 (1 Wo.)UK | Erstveröffentlichung: 2001 |

Weitere Singles bzw. Musikvideos
- 1999: Push It
- 1999: Bled For Days
- 2000: I’m With Stupid
- 2001: Black and White
- 2001: This is Not
- 2002: Cold
- 2003: The Only
- 2004: So
- 2005: Dirthouse
- 2005: I’m the One
- 2007: Cannibal
- 2007: Destroyer
- 2009: Stingwray

### Videoalben
- 2000: Where the Hell Are We and What Day Is It… This Is Static-X
- 2001: Black and White
- 2008: Cannibal Killers Live

## Auszeichnungen für Musikverkäufe
Anmerkung: Auszeichnungen in Ländern aus den Charttabellen bzw. Chartboxen sind in ebendiesen zu finden.
| Land/RegionAuszeichnungen für Musikverkäufe (Land/Region, Auszeichnungen, Verkäufe, Quellen) | Gold  | Platin  | Verkäufe  | Quellen  |
| -------------------------------------------------------------------------------------------- | ----- | ------- | --------- | -------- |
| Vereinigte Staaten (RIAA)                                                                    | Gold1 | Platin1 | 1.500.000 | riaa.com |
| Insgesamt                                                                                    | Gold1 | Platin1 |           |          |